# ميلفيل، نيوجيرسي
ميلفيل، نيوجيرسي هي مدينة، في الولايات المتحدة الأمريكية، تتبع مقاطعة كمبرلاند، بلغ عدد سكانها 28,400 نسمة، تبلغ مساحتها 115.249171 كيلومتر مربع، رمزها البريدي هو 08332.

## التركيبة السكانية
حدّد مكتب تعداد الولايات المتحدة بيانات التركيبة السكانية لميلفيل، نيوجيرسي في تعداد الولايات المتحدة. في ما يلي، التركيبة السكانية حسب تعدادي 2000 و2010.

### تعداد عام 2000
بلغ عدد سكان ميلفيل، نيوجيرسي 26,847 نسمة بحسب تعداد عام 2000، وبلغ عدد الأسر 10,043 أسرة وعدد العائلات 7,011 عائلة مقيمة في المدينة. في حين سجلت الكثافة السكانية 232.9 نسمة لكل كيلومتر مربع (603.2/ميل2). وبلغ عدد الوحدات السكنية 10,652 وحدة بمتوسط كثافة قدره 92.4 لكل كيلومتر مربع (239.3/ميل2).
وتوزع التركيب العرقي للمدينة بنسبة 76.13% من البيض و14.99% من الأمريكيين الأفارقة و0.52% من الأمريكيين الأصليين و0.80% من الأمريكيين ذوي الأصول الآسيوية و0.03% من سكان جزر المحيط الهادئ و5.16% من الأعراق الأخرى و2.37% من عرقين مختلطين أو أكثر و11.17% من الهسبانيون أو اللاتينيون من أي عرق.
بلغ عدد الأسر 10,043 أسرة كانت نسبة 39.6% منها لديها أطفال تحت سن الثامنة عشر تعيش معهم، وبلغت نسبة الأزواج القاطنين مع بعضهم البعض 46.5% من أصل المجموع الكلي للأسر، ونسبة 17.9% من الأسر كان لديها معيلات من الإناث دون وجود شريك، بينما كانت نسبة 5.4% من الأسر لديها معيلون من الذكور دون وجود شريكة وكانت نسبة 30.2% من غير العائلات. تألفت نسبة 25.1% من أصل جميع الأسر من عدة أفراد يعيشون في نفس المنزل ونسبة 11.6% كانت تتألف من شخص يعيش بمفرده يبلغ من العمر 65 عاماً أو أكثر. وبلغ متوسط حجم الأسرة المعيشية 2.65، أما متوسط حجم العائلات فبلغ 3.15.
بلغ العمر الوسطي للسكان 35.0 عاماً. وكانت نسبة 27.9% من القاطنين تحت سن الثامنة عشر، وكانت نسبة 8.6% بين الثامنة عشر والرابعة والعشرين عاماً، ونسبة 28.6% كانت واقعةً في الفئة العمرية ما بين الخامسة والعشرين والرابعة والأربعين عاماً، ونسبة 21.6% كانت ما بين الخامسة والأربعين والرابعة والستين، ونسبة 12.3% كانت ضمن فئة الخامسة والستين عاماً فما فوق. يوجد لكل 100 أنثى 90.2 ذكر، ويوجد لكل 100 أنثى في الثامنة عشر من عمرها فما فوق 86.2 ذكر.
بلغ متوسط دخل الأسرة في المدينة 40,378 دولارًا، أما متوسط دخل العائلة فبلغ 46,093 دولارًا. وكان متوسط دخل الذكور 36,915 دولارًا مقابل 26,669 دولارًا للإناث. وسجل دخل الفرد الخاص بالمدينة 18,632 دولارًا. وكانت نسبة 12.1% من العائلات ونسبة 15.2% من السكان تحت خط الفقر، وكان من هؤلاء نسبة 22.1% تحت سن الثامنة عشر ونسبة 9.7% في الخامسة والستين من العمر وما فوق.

### تعداد عام 2010
بلغ عدد سكان ميلفيل، نيوجيرسي 28,400 نسمة بحسب تعداد عام 2010، وبلغ عدد الأسر 10,648 أسرة وعدد العائلات 7,185 عائلة مقيمة في المدينة. في حين سجلت الكثافة السكانية 246.4 نسمة لكل كيلومتر مربع (638.2/ميل2). وبلغ عدد الوحدات السكنية 11,435 وحدة بمتوسط كثافة قدره 99.2 لكل كيلومتر مربع (256.9/ميل2).
وتوزع التركيب العرقي للمدينة بنسبة 69.04% من البيض و19.83% من الأمريكيين الأفارقة و0.94% من الأمريكيين الأصليين و1.19% من الأمريكيين ذوي الأصول الآسيوية و0.06% من سكان جزر المحيط الهادئ و5.24% من الأعراق الأخرى و3.70% من عرقين مختلطين أو أكثر و14.93% من الهسبانيون أو اللاتينيون من أي عرق.
بلغ عدد الأسر 10,648 أسرة كانت نسبة 35.7% منها لديها أطفال تحت سن الثامنة عشر تعيش معهم، وبلغت نسبة الأزواج القاطنين مع بعضهم البعض 41.2% من أصل المجموع الكلي للأسر، ونسبة 20% من الأسر كان لديها معيلات من الإناث دون وجود شريك، بينما كانت نسبة 6.3% من الأسر لديها معيلون من الذكور دون وجود شريكة وكانت نسبة 32.5% من غير العائلات. تألفت نسبة 26.6% من أصل جميع الأسر من عدة أفراد يعيشون في نفس المنزل ونسبة 11.1% كانت تتألف من شخص يعيش بمفرده يبلغ من العمر 65 عاماً أو أكثر. وبلغ متوسط حجم الأسرة المعيشية 2.65، أما متوسط حجم العائلات فبلغ 3.19.
بلغ العمر الوسطي للسكان 36.6 عاماً. وكانت نسبة 25.8% من القاطنين تحت سن الثامنة عشر، وكانت نسبة 9.9% بين الثامنة عشر والرابعة والعشرين عاماً، ونسبة 25.1% كانت واقعةً في الفئة العمرية ما بين الخامسة والعشرين والرابعة والأربعين عاماً، ونسبة 25.9% كانت ما بين الخامسة والأربعين والرابعة والستين، ونسبة 13.2% كانت ضمن فئة الخامسة والستين عاماً فما فوق. وتوزع التركيب الجنسي للسكان بنسبة 47.4% ذكور و52.6% إناث.

## المناخ
يظهر الجدول التالي التغييرات المناخية على مدار السنة لميلفيل، نيوجيرسي:
| البيانات المناخية لـميلفيل، نيوجيرسي | البيانات المناخية لـميلفيل، نيوجيرسي | البيانات المناخية لـميلفيل، نيوجيرسي | البيانات المناخية لـميلفيل، نيوجيرسي | البيانات المناخية لـميلفيل، نيوجيرسي | البيانات المناخية لـميلفيل، نيوجيرسي | البيانات المناخية لـميلفيل، نيوجيرسي | البيانات المناخية لـميلفيل، نيوجيرسي | البيانات المناخية لـميلفيل، نيوجيرسي | البيانات المناخية لـميلفيل، نيوجيرسي | البيانات المناخية لـميلفيل، نيوجيرسي | البيانات المناخية لـميلفيل، نيوجيرسي | البيانات المناخية لـميلفيل، نيوجيرسي | البيانات المناخية لـميلفيل، نيوجيرسي |
| الشهر                                | يناير                                | فبراير                               | مارس                                 | أبريل                                | مايو                                 | يونيو                                | يوليو                                | أغسطس                                | سبتمبر                               | أكتوبر                               | نوفمبر                               | ديسمبر                               | المعدل السنوي                        |
| ------------------------------------ | ------------------------------------ | ------------------------------------ | ------------------------------------ | ------------------------------------ | ------------------------------------ | ------------------------------------ | ------------------------------------ | ------------------------------------ | ------------------------------------ | ------------------------------------ | ------------------------------------ | ------------------------------------ | ------------------------------------ |
| متوسط درجة الحرارة الكبرى °ف (°م)    | 42 (6)                               | 45 (7)                               | 53 (12)                              | 63 (17)                              | 73 (23)                              | 82 (28)                              | 86 (30)                              | 84 (29)                              | 78 (26)                              | 67 (19)                              | 57 (14)                              | 46 (8)                               | 65 (18)                              |
| متوسط درجة الحرارة الصغرى °ف (°م)    | 24 (−4)                              | 25 (−4)                              | 32 (0)                               | 41 (5)                               | 51 (11)                              | 61 (16)                              | 66 (19)                              | 65 (18)                              | 57 (14)                              | 45 (7)                               | 36 (2)                               | 28 (−2)                              | 44 (7)                               |
| الهطول إنش (مم)                      | 3.05 (77)                            | 2.78 (71)                            | 4.09 (104)                           | 3.76 (96)                            | 3.60 (91)                            | 3.13 (80)                            | 3.69 (94)                            | 4.03 (102)                           | 3.16 (80)                            | 3.35 (85)                            | 3.36 (85)                            | 3.52 (89)                            | 41.52 (1٬055)                        |
| متوسط أيام هطول الأمطار (≥ 0.01 in)  | 8.9                                  | 9.1                                  | 10.5                                 | 11.1                                 | 10.0                                 | 9.1                                  | 9.0                                  | 8.1                                  | 7.9                                  | 8.1                                  | 8.8                                  | 9.4                                  | 110                                  |
| المصدر: NOAA                         |                                      |                                      |                                      |                                      |                                      |                                      |                                      |                                      |                                      |                                      |                                      |                                      |                                      |

## أعلام
- بي. راسيل ميرفي
- ميريت غانت
- إد غرين
- دواين هيندريكس
- آن والدمان